# 神保雅彰
神保 雅彰（じんぼ まさあき）は、作曲家、編曲家である。別名・神保正明。『タイムボカンシリーズ』の音楽担当で知られる。

## 主な楽曲
- 荒木一郎
  - 『今日にさよなら』（編曲、1976年）
  - 『空に星があるように（デビュー10周年再録音版）』（編曲、1976年）
  - 『いとしのマックス（デビュー10周年再録音版）』（編曲、1976年）
  - 『今夜は踊ろう（デビュー10周年再録音版）』（編曲、1976年）
- 尾崎紀世彦
  - 『責めないで』（編曲、1976年）
- 片平なぎさ
  - 『心のひびわれ』『おこってますか』（作曲・編曲、1977年）
- 金子由香利
  - 『愛のバラード』『仮面』（編曲、1976年）
- 小泉今日子
  - 『私の16才』（編曲、1982年）※下記の森まどかの『ねえ・ねえ・ねえ』のカヴァー
- 幸田薫
  - 『想い出はたそがれ色』（編曲、1980年）
- 榊原郁恵
  - 『ホロスコープ～あなたの星座～』（編曲、1978年）※NHK『みんなのうた』内で放送
- 子門真人
  - 『僕らの憧れライオンズ』（編曲、1975年）
- スクール・ファイブ
  - 『さんまのブルース』『おとうさんのブルース』（編曲、1983年）
- たくみ稜
  - 『マザー～おかん～』（編曲、2009年）
- 田中星児
  - 『悲しきマングース』（編曲、1979年）※NHK『みんなのうた』内で放送
- 日吉ミミ
  - 『天気雨』『恋愛詩』（編曲、1984年）
  - 『わたし恋の子涙の子』（編曲、1985年）
  - 『銀のかもめ』（編曲、1985年）
  - 『キラキラヒカレ』（編曲、1993年）
- 村上幸子
  - 『こころうるおい夢本線』（編曲、1982年）
- 森まどか
  - 『ねえ・ねえ・ねえ』（編曲、1979年）
- 森雄二とサザンクロス
  - 『女子大小路のあの店で』『女子大小路ホステス小唄』（編曲、1977年）
  - 『母性本能』『泣きたいわたし』（編曲、1978年）
  - 『夜の甲府』（編曲、1979年）
  - 『死にもの狂い』『罪つくりなあなた』（編曲、1980年）
  - 『いちりんざし』（編曲、1982年）
  - 『男と女のミステリー』（編曲、1983年）
  - 『愛ある限り』（編曲、1983年）
  - 『Tokyoなみだ』『サ・ヨ・ナ・ラ』（編曲、2003年）
- 山口百恵
  - 『乙女の祈り』『個人授業』（編曲、1973年）
- 山本正之
  - 『燃えよドラゴンズ!』（編曲、1974年）
- 山本正之&ピンクピッギーズ
  - 『絶唱カラオケマンの歌』（編曲、1992年）
  - 『遊び隊士 イチジョウマン7』（編曲、2013年）※NHK『おとうさんといっしょ』挿入歌
  - 『オリヒメヒコボシ AYUMI ONE.』（編曲、2023年）※株式会社AYUMI ONE.社歌

## 作品

### アニメ
- タイムボカンシリーズ
  - ヤッターマン
  - ゼンダマン
  - タイムパトロール隊オタスケマン
  - ヤットデタマン
  - 逆転イッパツマン
  - イタダキマン
  - タイムボカン王道復古
  - タイムボカン2000 怪盗きらめきマン[1]
  - ヤッターマン（第2作）
- 闘士ゴーディアン
- ゴールドライタン
- 手塚治虫のドン・ドラキュラ
- まんが猿飛佐助（OP、ED編曲）
- がんばれゴンベ（OP、ED編曲）
- ドラえもん（第2作）（挿入歌編曲）

### ドラマ
- 太陽にほえろ！ミュージック・ファイル
- オリジナルサウンド・トラック～太陽にほえろ！2／俺たちの勲章

### ドラマCD
- 流星皇子TOMMY（シンセサイザー・オペレーション）

### イメージアルバム
- 究極超人あ〜る（第1作のみ）

### 実写映画
- ヤッターマン